# شریف‌الدین پیرزاده
شریف‌الدین پیرزاده (انگلیسی: Sharifuddin Pirzada; زاده ۱۲ ژوئن ۱۹۲۳ – درگذشته ۲ ژوئن ۲۰۱۷) سیاست‌مدار اهل پاکستان بود. وی از سال ۱۹۶۶ تا سال ۱۹۶۸ وزیر امور خارجه پاکستان بوده‌است.